# عادل أبو حيمد
عادل أبو حيمد إعلامي ومذيع سعودي، يعمل متحدثاً رسمياً للمركز الوطني لقياس أداء الأجهزة العامة (أداء) منذ شهر مارس عام 2019م، وقد عُين قبل ذلك متحدثاً رسمياً لهيئة الاتصالات وتقنية المعلومات في سبتمبر عام 2017م، وعمل أيضاً في عدد من القنوات الفضائية مقدماً لنشرات الأخبار وللعديد من البرامج، ومن القنوات التي عمل بها: القناة الأولى السعودية، وقناة الإخبارية، وقناة MBC.

## التعليم
- حاصل على درجة الماجستير في الإنتاج في الإعلام الإلكتروني من جامعة سنترال ميشيغان في الولايات المتحدة الأمريكية عام 2014م.[5]
- حاصل على درجة البكالوريوس في الدراسات الإسلامية من جامعة الملك سعود عام 2000.

## العمل
- يعمل متحدثاً رسمياً للمركز الوطني لقياس أداء الأجهزة العامة (أداء) منذ شهر مارس عام 2019م.[6]
- عمل متحدثاً رسمياً لهيئة الاتصالات وتقنية المعلومات من عام 2017م إلى عام 2019م.[7]
- عمل عام 2000م مذيعاً في إذاعة الرياض، ثم انتقل إلى القناة الأولى السعودية.
- انتقل من القناة الأولى إلى قناة الإخبارية.
- عمل في قناة المجد.
- انتقل عام 2015م للعمل مقدماً للأخبار في قناة MBC.[8]

## برامج تلفزيونية
قدّم العديد من البرامج من أبرزها:
- برنامج (صاحب القضية) على قناة الإخبارية.[9]
- برنامج (ساعه وساعه) على قناه المجد
- برنامج (حياتنا) على قناة MBC.[10]